# Eight Men Out
Eight Men Out (br: Fora da Jogada) é um filme de drama e esporte estadunidense de 1988, escrito e dirigido por John Sayles, com roteiro baseado no livro Eight Men Out: The Black Sox and the 1919 World Series, de Eliot Asinof, sobre a história real de jogadores do Chicago White Sox, time americano de beisebol que teria "vendido" o campeonato em protesto contra os baixos salários.  

## Elenco
- John Cusack como Buck Weaver
- Charlie Sheen como Oscar "Happy" Felsh
- Christopher Lloyd como Bill Burns
- D.B. Sweeney como Joseph "Shoeless Joe" Jackson
- Michael Lerner como Arnold Rothstein
- Clifton James como Charles Comiskey
- Bill Irwin como Eddie Collins
- Gordon Clapp como Ray Shalk
- Perry Lang como Fred McMullin
- Richard Edson como Billy Maharg
- Jhon Anderson como Kenesaw Mountain Landis
- John Mahoney como Kid Gleason
- Michael Mantell como Abe Attell
- Don Harvey como Swede Risberg
- Jace Alexander como Dickey Kerr